# Brownlowioideae
Brownlowioideae, potporodica biljaka, dio porodice sljezovki. Sastoji se od osam rodova, čije vrste rastu poglavito u Aziji, ali i u Africi, Južnoj Americi i Australiji.

## Rodovi
1. Berrya Roxb.
2. Brownlowia Roxb.
3. Christiana DC.
4. Diplodiscus Turcz.
5. Indagator Halford
6. Jarandersonia Kosterm.
7. Pentace Hassk.
8. Pityranthe Thwaites

- Hainania Merr. je sinonim za Pityranthe Thwaites.[2]